# Juggernauts
Juggernauts è un singolo del gruppo musicale britannico Enter Shikari, il primo estratto dal loro secondo album in studio Common Dreads, pubblicato il 29 maggio 2009.

## Descrizione
Il brano parla principalmente del consumismo mascherato nella società capitalista moderna, valorizzando l'idea di dover intervenire contro tale ideologia e di non rimanere semplicemente a guardare.
Secondo Fraser McAlpine della BBC Juggernauts "è pieno di passaggi improvvisi, corti ed esplosivi, e lunghi e calmi meandri. Ci sono urla, frasi parlate molto simili a quelle di Mike Skinner e la sensazione che sia tutto messo insieme senza riguardo per il modo esterno e per quello che alle persone in cui ci vivono piace ascoltare".
Il singolo è stato inizialmente pubblicato per il download digitale il 29 maggio 2009, per poi essere pubblicato anche in formato CD e vinile 7", quest'ultimo prodotto in sole 1 000 copie.

## Video musicale
Il video ufficiale del singolo, diretto da Shane Davey, è stato pubblicato il 28 aprile 2009 sul canale YouTube degli Enter Shikari. Girato nel Surrey, mostra gli Enter Shikari legati a dei pali nel deserto, mentre in lontananza delle figure incappucciate disegnano dei cerchi nella sabbia intorno a loro stesse. Alla fine del video, i membri della band riescono a liberarsi dalle spine che li tenevano legate le mani ai pali.

## Tracce
Testi di Rou Reynolds, musiche degli Enter Shikari.
CD, download digitale
1. Juggernauts – 4:47
2. All Eyes on the Saint – 5:52
3. Juggernauts (Nero Remix) – 5:03
4. Juggernauts (Blue Bear's True Tiger Remix Edit) – 3:35

Vinile 7" beige
Lato A
1. Juggernauts – 4:47

Lato B
1. All Eyes on the Saint – 5:52

Vinile 7" nero
Lato A
1. Juggernauts (Nero Remix Edit) – 3:27

Lato B
1. Juggernauts (Blue Bear's True Tiger Remix Edit) – 3:35

## Formazione
- Rou Reynolds – voce, tastiera, sintetizzatore, programmazione
- Rory Clewlow – chitarra, voce secondaria
- Chris Batten – basso, voce secondaria
- Rob Rolfe – batteria, percussioni, cori

## Classifiche
| Classifica (2009)       | Posizione massima |
| ----------------------- | ----------------- |
| Regno Unito             | 28                |
| Regno Unito (downloads) | 28                |
| Regno Unito (physical)  | 7                 |